# Hipótesis dopaminérgica
En psiquiatría la hipótesis dopaminérgica de la esquizofrenia es un modelo que atribuye los síntomas positivos de la esquizofrenia a una transducción de señal dopaminérgica perturbada e hiperactiva. El modelo extrae evidencia de la observación de que una gran cantidad de antipsicóticos tienen efectos del antagonista de receptor de la dopamina. La teoría, sin embargo, no postula el exceso de dopamina como una explicación completa de la esquizofrenia. Más bien, la hiperactivación de los receptores D2, específicamente, es un efecto de la desregulación sináptica química global observada en este trastorno.

## Introducción
Algunos investigadores han sugerido que los sistemas de dopamina en la vía mesolímbica pueden contribuir a los «síntomas positivos» de la esquizofrenia (mientras que los problemas con la función de dopamina en la vía mesocortical pueden ser responsables de los «síntomas negativos», como la avolición y la alogia). La expresión anormal, por lo tanto, la distribución del receptor D2 entre estas áreas y el resto del cerebro también puede estar implicada en la esquizofrenia, específicamente en la fase aguda. Un exceso relativo de estos receptores dentro del sistema límbico significa que el área de Broca, que puede producir un lenguaje ilógico, tiene una conexión anormal con el área de Wernicke, que comprende el lenguaje pero no lo crea. Se toma en cuenta que la variación en la distribución se observa dentro de los individuos, por lo que las anormalidades de esta característica probablemente juegan un papel importante en todas las enfermedades psicológicas. Las alteraciones individuales se producen por diferencias dentro de las vías glutamatérgicas dentro del sistema límbico, que también están implicadas en otros síndromes psicóticos. Entre las alteraciones de la estructura sináptica y global, las anomalías más significativas se observan en el fascículo uncinado y el giro cingulado. La combinación de estos crea una profunda disimetría de la señalización inhibitoria prefrontal, desplazada positivamente hacia el lado dominante. Finalmente, el giro cingulado se atrofia hacia la parte anterior, debido a la depresión a largo plazo (DLP) y la potenciación a largo plazo (LTP, por sus siglas en inglés) de las señales anormalmente fuertes transversalmente a través del cerebro. Esto, combinado con un déficit relativo en la entrada de GABAérgico al área de Wernicke, cambia el equilibrio de la comunicación bilateral a través del cuerpo calloso posteriormente. Mediante este mecanismo, la comunicación hemisférica se desplaza mucho hacia la parte posterior izquierda/dominante. Como tal, el lenguaje espontáneo de Broca puede propagarse a través del sistema límbico hasta la corteza auditiva terciaria. Esta señalización retrógrada hacia los lóbulos temporales hace que los lóbulos parietales no lo reconozcan como resultados internos en las alucinaciones auditivas típicas de la esquizofrenia crónica.
Además, se observan reducciones significativas del volumen de la materia gris cortical en este trastorno. Específicamente, el hemisferio derecho se atrofia más, mientras que ambos lados muestran una disminución marcada en el volumen frontal y posterior. Esto indica que ocurre una plasticidad neuronal anormal, donde ciertos circuitos de retroalimentación se vuelven tan potentes, otros reciben poca transmisión glutaminérgica. Este es un resultado directo de la entrada dopaminérgica anormal al cuerpo estriado, por lo tanto [indirectamente] desinhibición de la actividad talámica. La naturaleza excitadora de la transmisión dopaminérgica significa que la hipótesis glutamatérgica de la esquizofrenia está inextricablemente entrelazada con este funcionamiento alterado. 5-HT también regula los neurotransmisores de monoamina, incluida la transmisión dopaminérgica. Específicamente, el receptor 5-HT2A regula la entrada cortical a los ganglios basales y muchos antipsicóticos típicos y atípicos son antagonistas de este receptor. Varios antipsicóticos también son antagonistas en el receptor 5-HT2C, lo que conduce a la liberación de dopamina en las estructuras donde se expresa 5-HT2C; cuerpo estriado, corteza prefrontal, núcleo accumbens, amígdala, hipocampo (todas las estructuras indicadas en esta enfermedad), y actualmente se cree que es una razón por la cual los antipsicóticos con propiedades antagonistas de 5HT2C mejoran los síntomas negativos. Se necesita más investigación para explicar la naturaleza exacta de la transmisión química alterada en este trastorno.
Evidencia reciente sobre una variedad de modelos animales de psicosis, como la sensibilización del comportamiento animal por anfetamina o fenciclidina (PCP, polvo de ángel) o esteroides en exceso, o mediante la eliminación de varios genes (COMT, DBH, GPRK6, RGS9, RIIbeta), o haciendo lesiones cerebrales en animales recién nacidos, o induciendo partos animales anormalmente por cesárea, todos inducen una marcada hipersensibilidad conductual a la dopamina y un marcado aumento en el número de receptores de dopamina D2 en el estado de alta afinidad por la dopamina.
Este último trabajo implica que hay múltiples genes y vías neuronales que pueden conducir a la psicosis y que todas estas vías de psicosis múltiples convergen a través del estado de alta afinidad del receptor D2, el objetivo común para todos los antipsicóticos, típicos o atípicos. Combinado con una señalización menos inhibitoria del tálamo y otras estructuras gangálicas basales, desde la hipotrofia,  la activación anormal de la corteza cingulada, específicamente alrededor de las áreas de Broca y Wernicke, el agonismo anormal D2 puede facilitar los patrones ilógicos de autorefuerzo lenguaje encontrado en tales pacientes. En la esquizofrenia, este ciclo de retroalimentación ha progresado, lo que produjo la atrofia neuronal generalizada característica de esta enfermedad. Los pacientes que toman medicamentos neurolépticos o antipsicóticos tienen una atrofia significativamente menor dentro de estas áreas cruciales. Como tal, la intervención médica temprana es crucial para prevenir el avance de estos déficits profundos en la comunicación bilateral en la raíz de todos los trastornos psicóticos. La esquizofrenia crónica avanzada no puede responder incluso a la clozapina, considerada como el antipsicótico más potente, como tal, una cura para la esquizofrenia altamente avanzada es probablemente imposible mediante el uso de cualquier antipsicótico moderno, por lo que no se puede enfatizar el valor de la intervención temprana suficiente.

## Discusión

### Evidencia de la hipótesis dopaminérgica
La anfetamina, la cocaína y las drogas similares aumentan los niveles de dopamina en el cerebro y pueden causar síntomas similares a los presentes en la psicosis, particularmente después de grandes dosis o uso prolongado. Esto a menudo se conoce como «psicosis de anfetaminas» o «psicosis de cocaína», pero puede producir experiencias prácticamente indistinguibles de los síntomas positivos asociados con la esquizofrenia. Del mismo modo, aquellos tratados con levodopa que mejora la dopamina para la enfermedad de Parkinson pueden experimentar efectos secundarios psicóticos que imitan los síntomas de la esquizofrenia. Hasta el 75% de los pacientes con esquizofrenia han aumentado los signos y síntomas de su psicosis al momento de la provocación con dosis moderadas de metilfenidato o anfetamina u otros compuestos similares a la dopamina, todos administrados a dosis a las que los voluntarios normales de control no tienen ningún efecto psicológicamente perturbador.
Algunos estudios de neuroimagen funcional también han demostrado que, después de tomar anfetaminas, los pacientes diagnosticados con esquizofrenia muestran mayores niveles de liberación de dopamina (particularmente en el cuerpo estriado) que las personas no psicóticas. Sin embargo, los efectos agudos de los estimulantes de dopamina incluyen euforia, estado de alerta y exceso de confianza; estos síntomas recuerdan más la manía que la esquizofrenia. Desde la década de 2000, varios estudios de PET han confirmado una capacidad de síntesis alterada de dopamina en la vía nigroestriada de la dopamina que demuestra una desregulación dopaminérgica.
Se ha encontrado que un grupo de medicamentos llamados fenotiazinas, incluidos los antipsicóticos como la clorpromazina, antagoniza la unión de la dopamina (particularmente en los receptores de dopamina D2) y reduce los síntomas psicóticos positivos. Esta observación se extendió posteriormente a otras clases de fármacos antipsicóticos, como las butirofenonas, incluido el haloperidol. El vínculo se fortaleció mediante experimentos en los años 1970 que sugirieron que la afinidad de unión de los fármacos antipsicóticos por los receptores de dopamina D2 parecía ser inversamente proporcional a su dosis terapéutica. Esta correlación, que sugiere que la unión del receptor está causalmente relacionada con la potencia terapéutica, fue informada por dos laboratorios en 1976.
La evidencia genética ha sugerido que puede haber genes, o variantes específicas de genes, que codifican los mecanismos involucrados en la función de la dopamina, que pueden ser más frecuentes en personas que experimentan psicosis o diagnosticadas con esquizofrenia. Los genes relacionados con la dopamina vinculados a la psicosis de esta manera incluyen COMT, DRD4 y AKT1.
Las personas con esquizofrenia parecen tener una alta tasa de automedicación con nicotina; El efecto terapéutico probablemente ocurre a través de la modulación de la dopamina por los receptores nicotínicos de acetilcolina.
Sin embargo, hubo controversia y hallazgos conflictivos sobre si los hallazgos post mortem resultaron de la tolerancia a los medicamentos al tratamiento antipsicótico crónico. En comparación con el éxito de los estudios post mortem para encontrar cambios profundos de los receptores de dopamina, los estudios de imágenes que utilizan métodos SPET y PET en pacientes sin tratamiento farmacológico generalmente no han encontrado ninguna diferencia en la densidad del receptor D2 de dopamina en comparación con los controlados. Hallazgos comparables en estudios longitudinales muestran: «Se hace especial hincapié en las limitaciones metodológicas en la literatura existente, incluida la falta de datos de confiabilidad, la heterogeneidad clínica entre los estudios y los diseños y estadísticas inadecuadas del estudio», se hacen sugerencias para mejorar futuros estudios de tratamiento de neuroimagen longitudinal efectos en la esquizofrenia Una revisión reciente de los estudios de imágenes en la esquizofrenia muestra confianza en las técnicas, al tiempo que discute dicho error del operador. En 2007, un informe mencionaba: «Durante la última década, los resultados de los estudios de imágenes cerebrales mediante el uso de PET y SPET en pacientes esquizofrénicos mostraron una clara desregulación del sistema dopaminérgico».
Los hallazgos recientes de los metanálisis sugieren que puede haber una pequeña elevación en los receptores de dopamina D2 en pacientes libres de drogas con esquizofrenia, pero el grado de superposición entre pacientes y controles hace que sea poco probable que esto sea clínicamente significativo. Si bien la revisión de Laruelle reconoció que se encontraron más sitios con metilspiperona, discutió las razones teóricas detrás de dicho aumento (incluido el equilibrio monómero-dímero) y pidió que se hiciera más trabajo para 'caracterizar' las diferencias. Además, los medicamentos antipsicóticos más nuevos (llamados medicamentos antipsicóticos atípicos) pueden ser tan potentes como los medicamentos más antiguos (llamados medicamentos antipsicóticos típicos) al tiempo que afectan la función de la serotonina y tienen un efecto de bloqueo de dopamina algo menor. Además, no se ha demostrado de manera confiable que la disfunción de la vía dopaminérgica se correlacione con el inicio o la gravedad de los síntomas. Los niveles de HVA se correlacionan tendencialmente con la gravedad de los síntomas. Durante la aplicación de debrisoquin, esta correlación se vuelve significativa.
Una minoría significativa ha intentado dar una explicación más precisa de esta discrepancia en el receptor D2. Las mediciones de imágenes de radioligando involucran la relación monómero y dímero, y el modelo de 'cooperatividad'.  La cooperatividad es una función química en el estudio de enzimas. Los receptores de dopamina interactúan con su propio tipo u otros receptores para formar receptores de orden superior, como dímeros, a través del mecanismo de cooperatividad. Philip Seeman ha dicho: "En la esquizofrenia, por lo tanto, la densidad de los sitios de [11C] metilspiperona aumenta, reflejando un aumento en los monómeros, mientras que la densidad de los sitios de [11C] racloprida sigue siendo la misma, lo que indica que la población total de monómeros y dímeros D2 no cambia". (En otro lugar, Seeman ha dicho que la metilspiperona posiblemente se une con dímeros) Teniendo en cuenta esta diferencia en la técnica de medición, el metanálisis mencionado anteriormente utiliza resultados de 10 ligandos diferentes. Los resultados de unión de ligando exagerados tales como SDZ GLC 756 (como se usa en la figura) se explicaron por referencia a este equilibrio monómero-dímero.